# Avenir Social
AvenirSocial est un syndicat suisse de l'action sociale fondé en 2005.

## Histoire
- 1921 : naissance de l’association « die Fürsorgerinnen » de Zurich.
- 1926 : naissance de l’association « die Fürsorgerinnen » de Berne.
- 1933 : les différentes associations forment l'Association suisse des professionnels de l’action sociale (ASPAS).
- 1969 : mise sur pied des bases des structures modernes de l’association.
- 2005 : le 24 juin 2005 l'assemblée générale approuve le contrat de fusion entre l’association suisse des professionnels de l’action sociale, l’association suisse des éducateurs spécialisés (ASES) et la fédération suisse des travailleurs et travailleuses de l’éducation sociale (FERTES) pour former AvenirSocial.